# Associazione Calcio Audace 1977-1978
Questa voce raccoglie le informazioni riguardanti l'Associazione Calcio Audace nelle competizioni ufficiali della stagione 1977-1978.

## Rosa
| N. |                   | Ruolo | Calciatore         |
| -- | ----------------- | ----- | ------------------ |
|    | Italia (bandiera) | C     | Francesco Andriolo |
|    | Italia (bandiera) | A     | Riccardo Angeloni  |
|    | Italia (bandiera) | D     | Angelo Apolloni    |
|    | Italia (bandiera) | A     | P. Berardo         |
|    | Italia (bandiera) | D     | Gianni Bottaro     |
|    | Italia (bandiera) | C     | Gianfranco Campara |
|    | Italia (bandiera) | D     | Roberto Canazzo    |
|    | Italia (bandiera) | D     | Attilio Ceccho     |
|    | Italia (bandiera) | P     | Paolo Cenzato      |
|    | Italia (bandiera) | D     | Maurizio Costanzi  |
|    | Italia (bandiera) |       | Del Min            |
|    | Italia (bandiera) | P     | Sergio Eberini     |
|    | Italia (bandiera) | C     | Giovanni Frinzi    |
|    | Italia (bandiera) | A     | Nicola Guglielmoni |

| N. |                   | Ruolo | Calciatore         |
| -- | ----------------- | ----- | ------------------ |
|    | Italia (bandiera) | D     | Marco Lancetti     |
|    | Italia (bandiera) | C     | Adriano Malisan    |
|    | Italia (bandiera) | D     | Massimo Materassi  |
|    | Italia (bandiera) | C     | Carlo Meroni       |
|    | Italia (bandiera) |       | Peruzzo            |
|    | Italia (bandiera) | P     | Paolo Riccardi     |
|    | Italia (bandiera) | A     | Alberto Rizzati    |
|    | Italia (bandiera) | C     | Lamberto Scalabrin |
|    | Italia (bandiera) | D     | Stefano Serami     |
|    | Italia (bandiera) | D     | Paolo Sirena       |
|    | Italia (bandiera) |       | Stefanetti         |
|    | Italia (bandiera) | C     | Ezio Vendrame      |
|    | Italia (bandiera) | A     | Cesare Vitale      |
|    | Italia (bandiera) | A     | Giorgio Zecchini   |